# 埃尔切的棕榈林
埃尔切的棕榈林（西班牙语：Palmeral de Elche，巴伦西亚语：Palmerar d'Elx），又音译为埃尔切的帕梅拉尔，是對埃尔切的海枣果园的通称。目前，埃尔切市区总共有97个不同的果园，含有约70,000棵椰枣树，大多位于比纳洛波河东岸。

## 历史
埃尔切的第一个椰枣园可能于公元前5世纪由迦太基人开辟，他们居住在西班牙东南部。
2000年，联合国教科文组织将其指定为世界遗产。
2005年，人们发现红棕象甲（Rhynchophorus ferrugineus）的幼虫侵扰了一些当地的树木。目前有关部门在解决该问题。

## 照片集

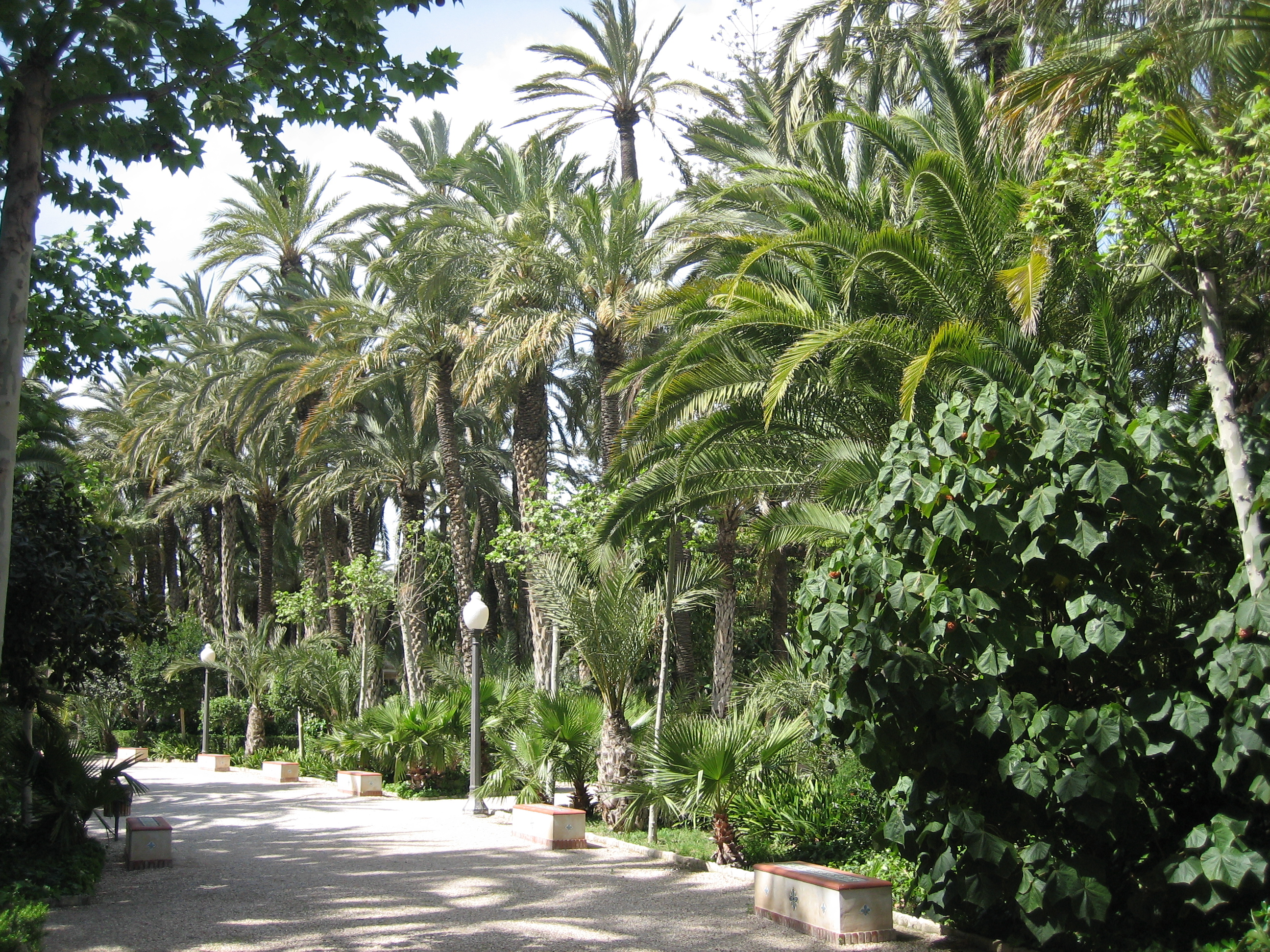
埃爾切棕櫚林
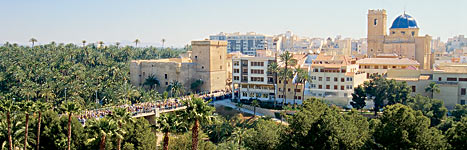
埃尔切市區與棕榈林